# José Leyver Ojeda
José Leyver Ojeda Blas (né le 12 novembre 1985 à Nanchital de Lázaro Cárdenas del Río) est un athlète mexicain, spécialiste de marche.

## Carrière
Il participe au 50 km marche des Jeux olympiques de 2012 et à ceux de 2016.
Le 23 avril 2017, il porte son record personnel sur cette distance à 3 h 45 mon 9 s à Naumburg. Il remporte le titre du 50 km marche lors des Jeux d'Amérique centrale et des Caraïbes de 2018.